# عبد المجيد شومان
عبد المجيد عبد الحميد أحمد شومان (1912-2005) رجل اقتصاد فلسطيني، ولد في بيت حنينا قضاء القدس. وهو أحد أبرز رجال القطاع المصرفي العربي، وأقطاب الإقتصاد الفلسطيني-الأردني، ورمزاً من رموز العمل المصرفي على المستويين العربي والعالمي، فقد استطاع شومان أن يحول البنك العربي الذي أسسه والده عبد الحميد شومان، من بنك محلي إلى مؤسسة مصرفية عالمية عملاقة.
توفي عبد المجيد عن عمر ناهز 94 عاماً، في العاصمة الأردنية عمّان بتاريخ 5 تموز عام 2005، وتم دفنه في المقبرة الملكية تقديراً لعطائه.

## حياته ودراسته
عاش عبد المجيد عبد الحميد شومان حياة حافلة تميزت بالعمل والتقصي والاجتهاد، فقد تزوج شومان من نائلة أحمد حلمي عبد الباقي ولديه ابنين هما عبد الحميد وأحمد.
تفتحت عينا عبد المجيد على الحياة في مسقط رأسه بيت حنينا في فلسطين، فترعرع في كنف جدته، إذ أن والدته توفيت بحادث أليم وعمره لم يتجاوز سنة وبضعة أشهر، بينما كان والده مهاجراً في الولايات المتحدة الأمريكية للعمل. ولم يكن أمامه سوى أن يكمل دراسته الأولية، واللغة العربية وأصول الدين الإسلامي في مدرسة بيت حنينا، ثم التحق بكلية روضة المعارف الوطنية في القدس، كي ينشأ كما يريد له والده تنشئة إسلامية وطنية عربية. دعاه والده سنة 1926 إلى مدينة نيويورك لمتابعة تعليمه، وقد رأى والده لاول مرة وهو في الرابعة عشر من عمره. التحق بـ"مدرسة نيوتن الثانوية"، وأنهى دراسته الثانوية في أميركا ثم التحق بجامعة نيويورك حيث حصل على درجتي البكالوريوس والماجستير في الإقتصاد والعلوم المصرفية سنة 1936.

## أعماله ومناصبه
عاد شومان إلى الوطن بعد مضي فترة وجيزة على تأسيس أول فرع للبنك العربي في القدس عام 1930، ليساعد والده في إدارة البنك الذي كان حديث التأسيس آنذاك. عقب نكبة فلسطين سنة 1948، نُقل المقر الرئيسي لـ"البنك العربي" إلى عمّان، وتمّ اعتباره رسمياً شركة مساهمة عامة. ونشط عبد المجيد مع والده، من أجل إعادة تأسيس فروع البنك التي أغلقت في فلسطين نتيجة النكبة، أو التي سقطت بسقوط المدن الفلسطينية الكبرى التي احتلتها القوات الإسرائيلية. وكان "البنك العربي" المؤسسة المصرفية الرئيسية التي أعادت ودائع زبائنها في فلسطين إلى أصحابها، الأمر الذي ساهم مساهمة فعّالة في تخفيف معاناة عشرات الآلاف من اللاجئين الفلسطينيين.
تسلـم عبد الـمجيد رئاسة مجلس إدارة "البنك العربي" بعد وفاة والده في سنة 1974. حيث وصل عدد فروعها ومكاتبها في سنة 2017 إلى 378 فرعاً ومكتباً، موزعة على قارات العالم الخمس. وقد ترأس شومان مجالس أمناء عدة مؤسسات تنموية، مثل" مؤسسة ديانا تمارى صباغ "في بيروت ومؤسسة التعاون في جنيف والتي تعنى بتقديم العون للفلسطينيين، بالإضافة إلى الجمعية الأردنية للعون الطبي للفلسطينيين.
يعُرف عبد المجيد شومان بمواقفه القومية، وكان له دور سياسي إلى جانب دوره البارز في الحقل الاقتصادي حيث ترأس القسم المالي في أول لجنة تنفيذية لمنظمة التحرير الفلسطينية حتى العام 1969، وترأس مجلس إدارة الصندوق القومي الفلسطيني وقدم استقالته في العام 1965، إضافة إلى جمعية الرعاية الطبية في مدينة رام الله، وقام بتأسيس لجنة القدس للإستثمار والتنمية التي عنيت بتقديم المعونة المالية لدعم استمرار الوجود الفلسطيني في القدس. كما عُيّن عضواً في "مجلس الأعيان" الأردني لدورتين ما بين عامَي 1987-1997. ويضاف إلى ذلك، أنه شغل مجلس إدارة "جمعية البنوك" في الأردن.
بادر عبد المجيد شومان عام 1978 إلى إنشاء مؤسسة عبد الحميد شومان وتسلم رئاسة مجلس إدارتها، وذلك تنفيذاً لوصية والده بتخصيص جزء من أرباح البنك العربي لإنشاء مؤسسة غير ربحية تعنى بشؤون العلم والثقافة في الوطن العربي لدعم البحث العلمي بين أبناء الأمة العربية.

## الأوسمة
- وسام الاستقلال درجة أولى.
- وسام الاستقلال درجة ثانية.
- وسام النهضة.
- وسام الكوكب الأردني.
- وسام الاستحقاق الفرنسي برتبة قائد.